# Liste des monuments historiques de Dilbeek
Cette page regroupe l'ensemble des monuments classés de la ville de Dilbeek.
| Objet                                                     | Statut du classement? | Année de construction/architecte | Section communale     | Adresse                      | Coordonnées                      | Numéro d'inventaire | Illustration                                              |
| --------------------------------------------------------- | --------------------- | -------------------------------- | --------------------- | ---------------------------- | -------------------------------- | ------------------- | --------------------------------------------------------- |
| (nl) Parochiekerk Sint-Ambrosius                          | Oui                   |                                  | Dilbeek               | Verheydenstraat              | 50° 50′ 42″ nord, 4° 15′ 46″ est | 38937               | Téléverser                                                |
| (nl) Kasteel met Sint-Alenatoren, hoeve en paardenstallen | Oui                   |                                  | Dilbeek               | de Heetveldelaan 10          | 50° 50′ 49″ nord, 4° 15′ 47″ est | 38938               | Téléverser                                                |
| (nl) Kasteel met Sint-Alenatoren, hoeve en paardenstallen | Oui                   |                                  | Dilbeek               | de Heetveldelaan 12          | 50° 50′ 49″ nord, 4° 15′ 47″ est | 38938               | Téléverser                                                |
| (nl) Kasteel met Sint-Alenatoren, hoeve en paardenstallen | Oui                   |                                  | Dilbeek               | de Heetveldelaan 6           | 50° 50′ 49″ nord, 4° 15′ 47″ est | 38938               | (nl) Kasteel met Sint-Alenatoren, hoeve en paardenstallen |
| (nl) Kasteel met Sint-Alenatoren, hoeve en paardenstallen | Oui                   |                                  | Dilbeek               | de Heetveldelaan 8           | 50° 50′ 49″ nord, 4° 15′ 47″ est | 38938               | Téléverser                                                |
| Château de Viron                                          | Oui                   |                                  | Dilbeek               | Gemeenteplein                | 50° 50′ 49″ nord, 4° 15′ 47″ est | 38938               | Château de Viron                                          |
| (nl) Kasteel met Sint-Alenatoren, hoeve en paardenstallen | Oui                   |                                  | Dilbeek               | Gemeenteplein_01 1           | 50° 50′ 49″ nord, 4° 15′ 47″ est | 38938               | Téléverser                                                |
| (nl) Kasteel 's Gravenhuis                                |                       |                                  | Dilbeek               | d'Arconatistraat 106         | 50° 50′ 43″ nord, 4° 15′ 02″ est | 38939               | Téléverser                                                |
| (nl) Kasteel 's Gravenhuis                                |                       |                                  | Dilbeek               | d'Arconatistraat 108         | 50° 50′ 43″ nord, 4° 15′ 02″ est | 38939               | Téléverser                                                |
| (nl) Gesloten hoeve                                       |                       |                                  | Dilbeek               | Borrestraat_02 3             | 50° 49′ 39″ nord, 4° 15′ 12″ est | 38940               | Téléverser                                                |
| (nl) Boerenhuis                                           |                       |                                  | Dilbeek               | d'Arconatistraat 99          | 50° 50′ 45″ nord, 4° 15′ 04″ est | 38941               | Téléverser                                                |
| (nl) Hoeve                                                |                       |                                  | Dilbeek               | Eikelenbergstraat 18         | 50° 51′ 08″ nord, 4° 16′ 32″ est | 38945               | Téléverser                                                |
| (nl) Hoeve Hof ten Elegem                                 |                       |                                  | Dilbeek               | Elegemstraat 125             | 50° 51′ 31″ nord, 4° 15′ 53″ est | 38946               | Téléverser                                                |
| (nl) Semi-gesloten hoeve                                  |                       |                                  | Dilbeek               | Elegemstraat 160             | 50° 51′ 28″ nord, 4° 16′ 01″ est | 38947               | Téléverser                                                |
| (nl) Langsschuur                                          |                       |                                  | Dilbeek               | Hof ter Mullenstraat         | 50° 49′ 52″ nord, 4° 14′ 45″ est | 38948               | Téléverser                                                |
| (nl) Hoeve Hof ter Smissen of Hof te Rondenbos            |                       |                                  | Dilbeek               | Hongersveldstraat 10         | 50° 51′ 20″ nord, 4° 14′ 25″ est | 38949               | Téléverser                                                |
| (nl) Langgestrekt hoevetje                                |                       |                                  | Dilbeek               | Kattebroekstraat 111         | 50° 51′ 22″ nord, 4° 16′ 08″ est | 38951               | Téléverser                                                |
| (nl) Boerenhuisje                                         |                       |                                  | Dilbeek               | Kattebroekstraat 144         | 50° 51′ 23″ nord, 4° 16′ 06″ est | 38952               | Téléverser                                                |
| (nl) Hoeve Neerhof                                        | Oui                   |                                  | Dilbeek               | Neerhofstraat 2              | 50° 50′ 21″ nord, 4° 15′ 35″ est | 38962               | Téléverser                                                |
| (nl) Boerenhuis Spaans huis                               | Oui                   |                                  | Dilbeek               | Spanjebergstraat 48          | 50° 50′ 42″ nord, 4° 16′ 02″ est | 38963               | Téléverser                                                |
| (nl) Hoeve Hof te Hongersveld                             | Oui                   |                                  | Dilbeek               | Stationsstraat_01 161        | 50° 51′ 27″ nord, 4° 14′ 51″ est | 38964               | Téléverser                                                |
| (nl) Afspanning Au pelerin de SteWivine                   |                       |                                  | Dilbeek               | Stationsstraat_01 312        | 50° 52′ 02″ nord, 4° 14′ 40″ est | 38965               | Téléverser                                                |
| (nl) Boerenhuisje                                         |                       |                                  | Dilbeek               | Wolsemstraat 30              | 50° 52′ 02″ nord, 4° 14′ 30″ est | 38966               | Téléverser                                                |
| (nl) Parochiekerk Sint-Egidius                            | Oui                   |                                  | Groot-Bijgaarden      | Brusselstraat                | 50° 52′ 18″ nord, 4° 15′ 53″ est | 38967               | Téléverser                                                |
| (nl) Sint-Wivinakapel                                     |                       |                                  | Groot-Bijgaarden      | Sint-Wivinadreef             | 50° 52′ 13″ nord, 4° 14′ 21″ est | 38968               | Téléverser                                                |
| (nl) Sint-Wivina-abdij                                    | Oui                   |                                  | Groot-Bijgaarden      | Hendrik Placestraat 45       | 50° 52′ 05″ nord, 4° 14′ 54″ est | 38969               | Téléverser                                                |
| (nl) Kasteel van Groot-Bijgaarden                         | Oui                   |                                  | Groot-Bijgaarden      | Isidoor Van Beverenstraat 5  | 50° 52′ 24″ nord, 4° 15′ 51″ est | 38970               | (nl) Kasteel van Groot-Bijgaarden                         |
| (nl) Gemeentehuis                                         | Oui                   |                                  | Groot-Bijgaarden      | Gemeenteplein_02 1           | 50° 52′ 18″ nord, 4° 15′ 57″ est | 38971               | (nl) Gemeentehuis                                         |
| (nl) Huisjes                                              |                       |                                  | Groot-Bijgaarden      | Kloostermuur 11              | 50° 52′ 14″ nord, 4° 14′ 55″ est | 38972               | Téléverser                                                |
| (nl) Huisjes                                              |                       |                                  | Groot-Bijgaarden      | Kloostermuur 13              | 50° 52′ 14″ nord, 4° 14′ 55″ est | 38972               | Téléverser                                                |
| (nl) Huisjes                                              |                       |                                  | Groot-Bijgaarden      | Kloostermuur 15              | 50° 52′ 14″ nord, 4° 14′ 55″ est | 38972               | Téléverser                                                |
| (nl) Huisjes                                              |                       |                                  | Groot-Bijgaarden      | Kloostermuur 17              | 50° 52′ 14″ nord, 4° 14′ 55″ est | 38972               | Téléverser                                                |
| (nl) Huisjes                                              |                       |                                  | Groot-Bijgaarden      | Kloostermuur 19              | 50° 52′ 14″ nord, 4° 14′ 55″ est | 38972               | Téléverser                                                |
| (nl) Hoeve Waarboomhof                                    |                       |                                  | Groot-Bijgaarden      | Jozef Mertensstraat 140      | 50° 52′ 50″ nord, 4° 14′ 50″ est | 38977               | Téléverser                                                |
| (nl) Pastorie                                             | Oui                   |                                  | Groot-Bijgaarden      | Isidoor Van Beverenstraat 1  | 50° 52′ 19″ nord, 4° 15′ 54″ est | 38978               | Téléverser                                                |
| (nl) Kasteelhoeve, nu rijschool                           | Oui                   |                                  | Groot-Bijgaarden      | Isidoor Van Beverenstraat 7  | 50° 52′ 29″ nord, 4° 15′ 54″ est | 38979               | Téléverser                                                |
| (nl) Gemeentehuis (voormalig)                             | Oui                   |                                  | Groot-Bijgaarden      | Isidoor Van Beverenstraat 20 | 50° 52′ 21″ nord, 4° 15′ 57″ est | 38980               | Téléverser                                                |
| (nl) Parochiekerk Sint-Pieter                             | Oui                   |                                  | Itterbeek             | Kerkstraat_02 45             | 50° 50′ 21″ nord, 4° 15′ 00″ est | 38981               | Téléverser                                                |
| (nl) Pastorie                                             |                       |                                  | Itterbeek             | Kerkstraat_02 60             | 50° 50′ 24″ nord, 4° 15′ 01″ est | 38984               | Téléverser                                                |
| Église Sainte-Anne de Pede-Sainte-Anne                    | Oui                   |                                  | Itterbeek             | Herdebeekstraat 176          | 50° 49′ 53″ nord, 4° 14′ 03″ est | 38985               | Téléverser                                                |
| (nl) Kapel Sint-Anna                                      |                       |                                  | Itterbeek             | Plankenstraat                | 50° 49′ 56″ nord, 4° 14′ 17″ est | 38986               | Téléverser                                                |
| (nl) Sint-Annakapel                                       |                       |                                  | Itterbeek             | Keperenbergstraat            | 50° 49′ 55″ nord, 4° 14′ 28″ est | 38987               | Téléverser                                                |
| (nl) Spoorwegviaduct                                      | Oui                   |                                  | Itterbeek             | Rollestraat                  | 50° 49′ 48″ nord, 4° 13′ 42″ est | 38989               | Téléverser                                                |
| (nl) Hoeve Brugmanshof                                    |                       |                                  | Itterbeek             | Armveldweg 56                | 50° 49′ 45″ nord, 4° 13′ 54″ est | 38990               | Téléverser                                                |
| (nl) Herberg In de Ster                                   |                       |                                  | Itterbeek             | Herdebeekstraat 169          | 50° 49′ 54″ nord, 4° 14′ 00″ est | 38991               | Téléverser                                                |
| (nl) Boerenhuis Biesbeekhof                               |                       |                                  | Itterbeek             | Ijsbergstraat 62             | 50° 49′ 47″ nord, 4° 13′ 06″ est | 38992               | Téléverser                                                |
| (nl) Boerenhuis                                           |                       |                                  | Itterbeek             | Plankenstraat 1              | 50° 49′ 57″ nord, 4° 14′ 18″ est | 38993               | Téléverser                                                |
| (nl) Bakhuis en duiventil                                 |                       |                                  | Itterbeek             | Plankenstraat 7              | 50° 49′ 56″ nord, 4° 14′ 13″ est | 38994               | Téléverser                                                |
| (nl) Huis met oudere kern                                 |                       |                                  | Itterbeek             | Plankenstraat 23             | 50° 49′ 54″ nord, 4° 14′ 03″ est | 38995               | Téléverser                                                |
| (nl) Huis met oudere kern                                 |                       |                                  | Itterbeek             | Plankenstraat 25             | 50° 49′ 54″ nord, 4° 14′ 03″ est | 38995               | Téléverser                                                |
| (nl) Hoeve                                                |                       |                                  | Itterbeek             | Poverstraat_02 4             | 50° 49′ 52″ nord, 4° 14′ 21″ est | 38996               | Téléverser                                                |
| (nl) Hoeve                                                |                       |                                  | Itterbeek             | Poverstraat_02 6             | 50° 49′ 52″ nord, 4° 14′ 21″ est | 38996               | Téléverser                                                |
| (nl) Huis                                                 |                       |                                  | Itterbeek             | Poverstraat_02 16            | 50° 49′ 49″ nord, 4° 14′ 20″ est | 38997               | Téléverser                                                |
| (nl) Hoeve Hof van Ste Anna of Breugelhof                 |                       |                                  | Itterbeek             | Herdebeekstraat 175          | 50° 49′ 52″ nord, 4° 14′ 00″ est | 38998               | Téléverser                                                |
| (nl) Hoeve Hof van Ste Anna of Breugelhof                 |                       |                                  | Itterbeek             | Herdebeekstraat 177          | 50° 49′ 52″ nord, 4° 14′ 00″ est | 38998               | Téléverser                                                |
| (nl) Hoeve Hof van Ste Anna of Breugelhof                 |                       |                                  | Itterbeek             | Herdebeekstraat 179          | 50° 49′ 52″ nord, 4° 14′ 00″ est | 38998               | Téléverser                                                |
| (nl) Hoeve Hof van Ste Anna of Breugelhof                 |                       |                                  | Itterbeek             | Herdebeekstraat 181          | 50° 49′ 52″ nord, 4° 14′ 00″ est | 38998               | Téléverser                                                |
| (nl) Hoeve Hof van Ste Anna of Breugelhof                 |                       |                                  | Itterbeek             | Herdebeekstraat 183          | 50° 49′ 52″ nord, 4° 14′ 00″ est | 38998               | Téléverser                                                |
| (nl) Hoeve Hof van Ste Anna of Breugelhof                 |                       |                                  | Itterbeek             | Herdebeekstraat 185          | 50° 49′ 52″ nord, 4° 14′ 00″ est | 38998               | Téléverser                                                |
| (nl) Hoeve Hof van Ste Anna of Breugelhof                 |                       |                                  | Itterbeek             | Rollestraat 83               | 50° 49′ 52″ nord, 4° 14′ 00″ est | 38998               | Téléverser                                                |
| (nl) Hoeve Hof van Ste Anna of Breugelhof                 |                       |                                  | Itterbeek             | Rollestraat 85               | 50° 49′ 52″ nord, 4° 14′ 00″ est | 38998               | Téléverser                                                |
| (nl) Herenhuis                                            |                       |                                  | Itterbeek             | Herdebeekstraat 189          | 50° 49′ 48″ nord, 4° 14′ 00″ est | 38999               | Téléverser                                                |
| (nl) Parochiekerk Sint-Rumoldus                           |                       |                                  | Schepdaal             | E. Eylenboschstraat          | 50° 50′ 03″ nord, 4° 11′ 31″ est | 39002               | Téléverser                                                |
| (nl) Boerenhuis                                           |                       |                                  | Schepdaal             | Kerkstraat_01 2              | 50° 50′ 02″ nord, 4° 11′ 30″ est | 39005               | Téléverser                                                |
| (nl) Boerenhuis                                           |                       |                                  | Schepdaal             | Kerkstraat_01 4              | 50° 50′ 02″ nord, 4° 11′ 30″ est | 39005               | Téléverser                                                |
| (nl) Brouwerij De Troch of de Kleine Spanuit              |                       |                                  | Schepdaal             | Ninoofsesteenweg 774         | 50° 50′ 24″ nord, 4° 13′ 05″ est | 39006               | (nl) Brouwerij De Troch of de Kleine Spanuit              |
| (nl) Brouwerij De Troch of de Kleine Spanuit              |                       |                                  | Schepdaal             | Ninoofsesteenweg 776         | 50° 50′ 24″ nord, 4° 13′ 05″ est | 39006               | Téléverser                                                |
| (nl) Gebouwen                                             | Oui                   |                                  | Schepdaal             | Ninoofsesteenweg 955         | 50° 50′ 20″ nord, 4° 11′ 45″ est | 39007               | Téléverser                                                |
| (nl) Hoeve Hof ten Bullenberg                             |                       |                                  | Schepdaal             | Bullenbergstraat 9           | 50° 50′ 33″ nord, 4° 10′ 45″ est | 39009               | Téléverser                                                |
| (nl) Gesloten hoeve                                       |                       |                                  | Schepdaal             | Schapenstraat 18             | 50° 50′ 18″ nord, 4° 10′ 28″ est | 39011               | Téléverser                                                |
| (nl) Sint-Gertrudiskerk                                   |                       |                                  | Schepdaal             | Isabellastraat 36            | 50° 49′ 33″ nord, 4° 12′ 37″ est | 39012               | Téléverser                                                |
| (nl) Boerenhuis                                           |                       |                                  | Schepdaal             | Isabellastraat 11            | 50° 49′ 36″ nord, 4° 12′ 27″ est | 39013               | Téléverser                                                |
| (nl) Brouwerij Goosens                                    |                       |                                  | Schepdaal             | Isabellastraat 16            | 50° 49′ 33″ nord, 4° 12′ 30″ est | 39014               | Téléverser                                                |
| (nl) Hoeve met losse bestanddelen                         |                       |                                  | Schepdaal             | Isabellastraat 19            | 50° 49′ 35″ nord, 4° 12′ 32″ est | 39015               | Téléverser                                                |
| (nl) Watermolen bij de Pede                               | Oui                   |                                  | Schepdaal             | Lostraat 84                  | 50° 49′ 31″ nord, 4° 12′ 39″ est | 39017               | (nl) Watermolen bij de Pede                               |
| (nl) Semi-gesloten hoeve met boerenhuis                   |                       |                                  | Schepdaal             | Lostraat 96                  | 50° 49′ 24″ nord, 4° 12′ 27″ est | 39018               | Téléverser                                                |
| (nl) Hoeve Hof te Zierbeek                                |                       |                                  | Schepdaal             | Bullenbergstraat 61          | 50° 50′ 56″ nord, 4° 11′ 49″ est | 39020               | Téléverser                                                |
| (nl) Hoevetje                                             |                       |                                  | Schepdaal             | Bullenbergstraat 73          | 50° 51′ 05″ nord, 4° 11′ 56″ est | 39022               | Téléverser                                                |
| (nl) Landhuis                                             |                       |                                  | Schepdaal             | Jan De Trochstraat 111       | 50° 50′ 53″ nord, 4° 12′ 05″ est | 39026               | Téléverser                                                |
| (nl) Hoeve                                                |                       |                                  | Schepdaal             | Jan De Trochstraat 85        | 50° 50′ 49″ nord, 4° 12′ 12″ est | 39027               | Téléverser                                                |
| (nl) Hoeve                                                |                       |                                  | Schepdaal             | Jan De Trochstraat 87        | 50° 50′ 49″ nord, 4° 12′ 12″ est | 39027               | Téléverser                                                |
| (nl) Parochiekerk Sint-Martinus                           | Oui                   |                                  | Sint-Martens-Bodegem  | Sint-Martinusstraat          | 50° 51′ 44″ nord, 4° 12′ 51″ est | 39029               | Téléverser                                                |
| (nl) Kasteel Castelhof, heden klooster                    |                       |                                  | Sint-Martens-Bodegem  | Molenstraat 102              | 50° 52′ 05″ nord, 4° 12′ 33″ est | 39030               | Téléverser                                                |
| (nl) Boerenhuis                                           |                       |                                  | Sint-Martens-Bodegem  | Blekerijstraat 4             | 50° 50′ 51″ nord, 4° 13′ 29″ est | 39031               | Téléverser                                                |
| (nl) Hoeve Personaatshof                                  |                       |                                  | Sint-Martens-Bodegem  | Bodegemstraat 300            | 50° 51′ 38″ nord, 4° 13′ 17″ est | 39032               | Téléverser                                                |
| (nl) Hoeve Walravenshoeve                                 |                       |                                  | Sint-Martens-Bodegem  | Grote Sypestraat 10          | 50° 51′ 27″ nord, 4° 13′ 09″ est | 39033               | Téléverser                                                |
| (nl) Herenhuis                                            | Oui                   |                                  | Sint-Martens-Bodegem  | Kerkberg 17                  | 50° 51′ 44″ nord, 4° 12′ 49″ est | 39034               | Téléverser                                                |
| (nl) Watermolen Molenhoeve                                |                       |                                  | Sint-Martens-Bodegem  | Molenstraat 113              | 50° 52′ 08″ nord, 4° 12′ 23″ est | 39035               | Téléverser                                                |
| (nl) Langgestrekt hoevetje                                |                       |                                  | Sint-Martens-Bodegem  | Honsemstraat 15              | 50° 51′ 21″ nord, 4° 12′ 34″ est | 39036               | Téléverser                                                |
| (nl) Galmarthoeve                                         |                       |                                  | Sint-Martens-Bodegem  | Oosthoekstraat 16            | 50° 52′ 07″ nord, 4° 12′ 45″ est | 39037               | Téléverser                                                |
| (nl) Hoevegebouwen                                        |                       |                                  | Sint-Martens-Bodegem  | Polderstraat 36              | 50° 51′ 33″ nord, 4° 12′ 25″ est | 39038               | Téléverser                                                |
| (nl) Hoeve 't Hof van Sikkens of Hof te Honsem            |                       |                                  | Sint-Martens-Bodegem  | Polderstraat 40              | 50° 51′ 30″ nord, 4° 12′ 21″ est | 39039               | Téléverser                                                |
| (nl) Woning van 1873                                      |                       |                                  | Sint-Martens-Bodegem  | Poverstraat_01 12            | 50° 51′ 35″ nord, 4° 12′ 49″ est | 39040               | Téléverser                                                |
| (nl) Pastorie                                             | Oui                   |                                  | Sint-Martens-Bodegem  | Processiestraat 3            | 50° 51′ 43″ nord, 4° 12′ 53″ est | 39045               | Téléverser                                                |
| (nl) Hoevetje                                             |                       |                                  | Sint-Martens-Bodegem  | Sint-Elooistraat 9           | 50° 52′ 01″ nord, 4° 12′ 51″ est | 39047               | Téléverser                                                |
| (nl) Boerenhuis                                           | Oui                   |                                  | Sint-Martens-Bodegem  | Sint-Martinusstraat 30       | 50° 51′ 47″ nord, 4° 12′ 52″ est | 39049               | Téléverser                                                |
| (nl) Boerenhuis                                           |                       |                                  | Sint-Martens-Bodegem  | Steenbergstraat 17           | 50° 51′ 12″ nord, 4° 13′ 12″ est | 39050               | Téléverser                                                |
| (nl) Gesloten hoeve                                       |                       |                                  | Sint-Martens-Bodegem  | Steenbergstraat 27           | 50° 51′ 04″ nord, 4° 13′ 25″ est | 39051               | Téléverser                                                |
| (nl) Langgestrekt lemen hoevetje - Huis Mostinckx         | Oui                   |                                  | Sint-Martens-Bodegem  | Dorpsplein 5                 | 50° 51′ 42″ nord, 4° 12′ 45″ est | 39053               | (nl) Langgestrekt lemen hoevetje - Huis Mostinckx         |
| (nl) Huis van 1893                                        |                       |                                  | Sint-Martens-Bodegem  | Westhoeklos 5                | 50° 51′ 50″ nord, 4° 12′ 33″ est | 39054               | Téléverser                                                |
| (nl) Hoeve Hof te Wolsem                                  |                       |                                  | Sint-Martens-Bodegem  | Wolsemstraat 80              | 50° 51′ 55″ nord, 4° 14′ 05″ est | 39055               | Téléverser                                                |
| (nl) Parochiekerk Sint-Ulrik                              | Oui                   |                                  | Sint Ulriks - Kapelle | Kerkstraat_03                | 50° 52′ 48″ nord, 4° 13′ 05″ est | 39057               | Téléverser                                                |
| (nl) Kasteel, heden rusthuis                              |                       |                                  | Sint Ulriks - Kapelle | Brusselstraat 123            | 50° 52′ 39″ nord, 4° 13′ 12″ est | 39058               | Téléverser                                                |
| (nl) Kasteel van Kapelle                                  | Oui                   |                                  | Sint Ulriks - Kapelle | Wallenweg 3                  | 50° 52′ 49″ nord, 4° 13′ 08″ est | 39059               | Téléverser                                                |
| (nl) Kasteel van Kapelle                                  | Oui                   |                                  | Sint Ulriks - Kapelle | Wallenweg 5                  | 50° 52′ 49″ nord, 4° 13′ 08″ est | 39059               | Téléverser                                                |
| (nl) Kasteel La Motte                                     | Oui                   |                                  | Sint Ulriks - Kapelle | Lumbeekstraat 20             | 50° 52′ 55″ nord, 4° 12′ 54″ est | 39060               | Téléverser                                                |
| (nl) Kasteel van Nieuwermolen                             | Oui                   |                                  | Sint Ulriks - Kapelle | Bruggeveldstraat 28          | 50° 53′ 13″ nord, 4° 11′ 57″ est | 39061               | Téléverser                                                |
| (nl) Boerenhuis                                           |                       |                                  | Sint Ulriks - Kapelle | Bruggeveldstraat 1           | 50° 53′ 02″ nord, 4° 12′ 34″ est | 39063               | Téléverser                                                |
| (nl) Semi-gesloten hoeve                                  |                       |                                  | Sint Ulriks - Kapelle | Brusselstraat 592            | 50° 52′ 49″ nord, 4° 13′ 33″ est | 39064               | Téléverser                                                |
| (nl) Boerenhuis                                           | Oui                   |                                  | Sint Ulriks - Kapelle | Kerkstraat_03 8              | 50° 52′ 47″ nord, 4° 13′ 07″ est | 39065               | Téléverser                                                |
| (nl) Woningen van 1895                                    | Oui                   |                                  | Sint Ulriks - Kapelle | Kerkstraat_03 27             | 50° 52′ 48″ nord, 4° 13′ 02″ est | 39066               | Téléverser                                                |
| (nl) Woningen van 1895                                    | Oui                   |                                  | Sint Ulriks - Kapelle | Kerkstraat_03 29             | 50° 52′ 48″ nord, 4° 13′ 02″ est | 39066               | Téléverser                                                |
| (nl) Woningen van 1895                                    | Oui                   |                                  | Sint Ulriks - Kapelle | Kerkstraat_03 31             | 50° 52′ 48″ nord, 4° 13′ 02″ est | 39066               | Téléverser                                                |
| (nl) Gemeentehuis                                         | Oui                   |                                  | Sint Ulriks - Kapelle | Kerkstraat_03 3              | 50° 52′ 44″ nord, 4° 13′ 04″ est | 39067               | Téléverser                                                |
| (nl) Pastorie                                             |                       |                                  | Sint Ulriks - Kapelle | Kerkstraat_03 35             | 50° 52′ 51″ nord, 4° 13′ 05″ est | 39068               | Téléverser                                                |
| (nl) Hoevetje                                             |                       |                                  | Sint Ulriks - Kapelle | Bruggeveldstraat 38          | 50° 53′ 10″ nord, 4° 11′ 23″ est | 39069               | Téléverser                                                |
| (nl) Langgestrekt hoevetje                                |                       |                                  | Sint Ulriks - Kapelle | Tenbroekstraat 74            | 50° 52′ 29″ nord, 4° 13′ 40″ est | 39071               | Téléverser                                                |
| (nl) Sint-Annakasteel                                     |                       |                                  | Itterbeek             | Ninoofsesteenweg 570         | 50° 50′ 07″ nord, 4° 14′ 20″ est | 76307               | Téléverser                                                |

## Voir aussi

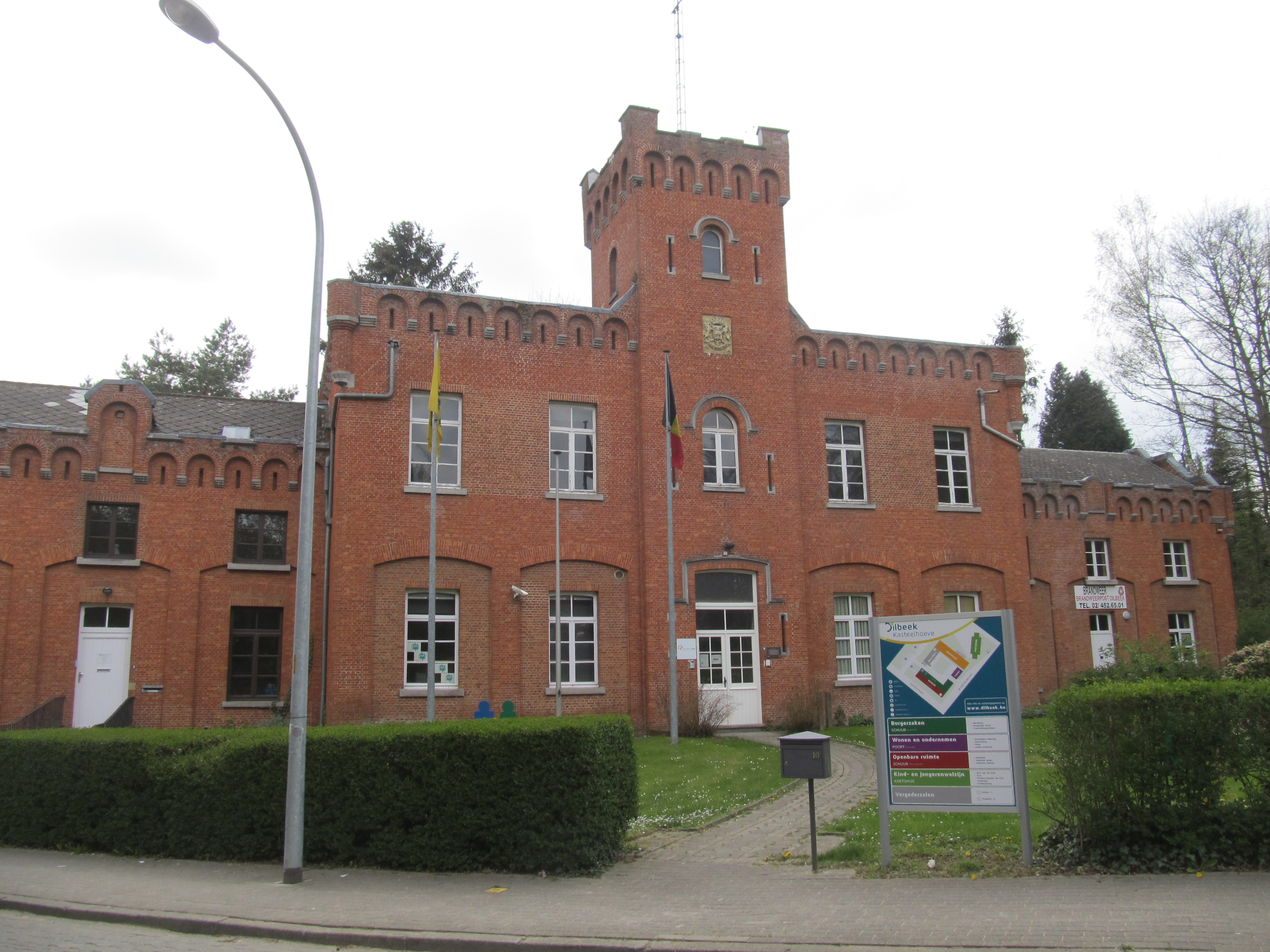
liste des monuments historiques de Dilbeek